# Tribseer Straße 13 (Stralsund)

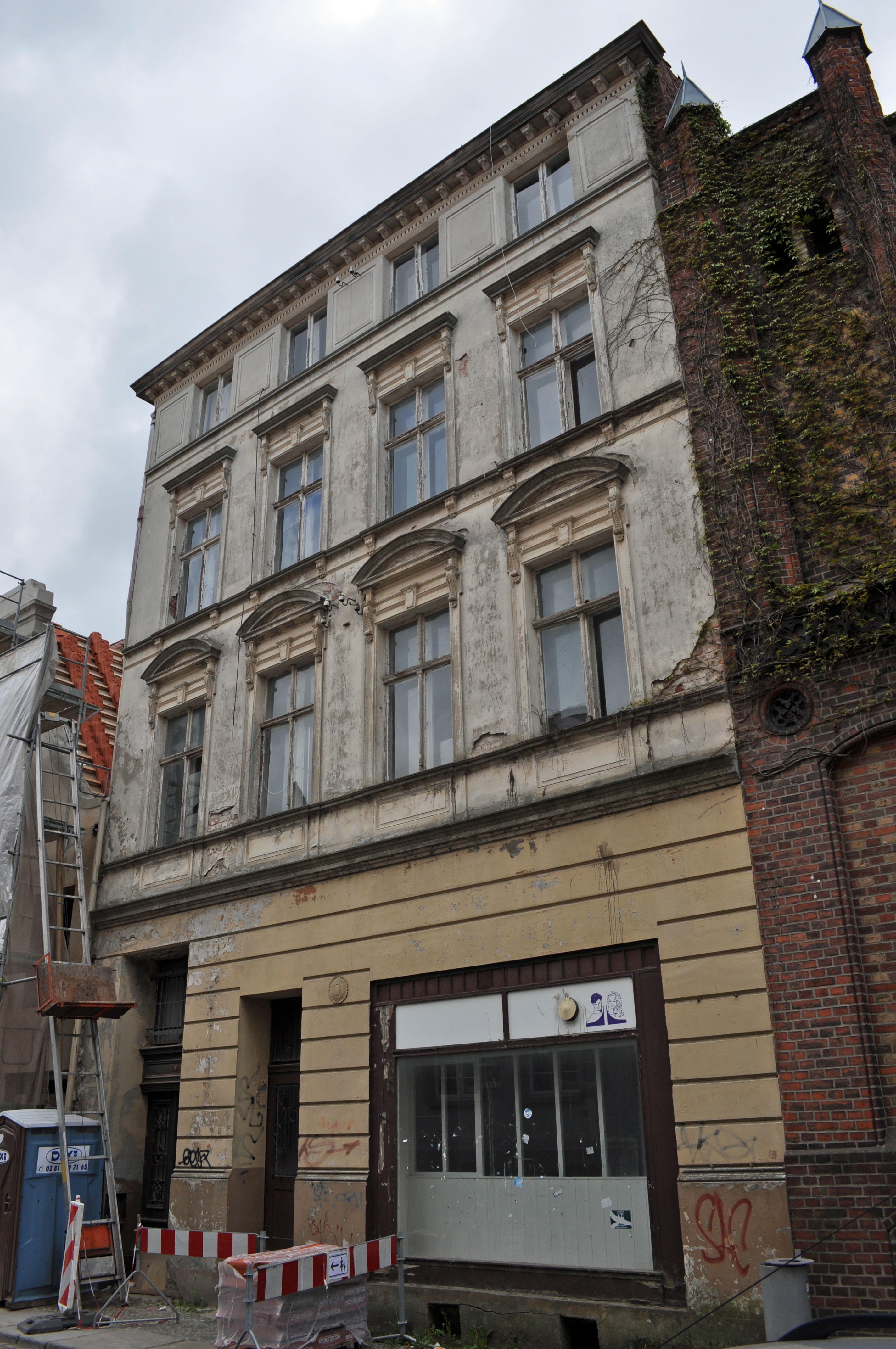
Das Haus Tribseer Straße 13 in Stralsund (2012)

Das Gebäude mit der postalischen Adresse Tribseer Straße 13 ist ein denkmalgeschütztes Bauwerk in der Tribseer Straße in Stralsund.
Der dreieinhalbgeschossige Putzbau wurde im Jahr 1879 errichtet.
Das genutete Erdgeschoss wurde durch einen Ladeneinbau stark verändert. Die Obergeschosse mit je vier Fenstern sind weitgehend original erhalten geblieben. Gesimse trennen die Geschosse optisch. Die Fenster der Obergeschosse sind unterschiedlich verdacht.
Das Haus liegt im Kerngebiet des von der UNESCO als Weltkulturerbe anerkannten Stadtgebietes des Kulturgutes „Historische Altstädte Stralsund und Wismar“. In die Liste der Baudenkmale in Stralsund ist es mit der Nummer 750 eingetragen.